# Hersha Parady
Hersha Parady (25 tháng 05 năm 1945 – 23 tháng 8 năm 2023) là nghệ danh một nữ minh tinh truyền hình Mỹ.

## Lịch sử
Bà Hersha Parady có nguyên danh là Betty "Alice" Sandhoff, sinh quán tại thị trấn Berea, quận Cuyahoga, tiểu bang Ohio, trong một gia đình nông dân gốc Bayern. Năm 14 tuổi, sau khi tất nghiệp trung học hiệu Berea, bà theo học khóa kịch nghệ tại Cleveland với nghệ danh Betty Hope.
Thập niên 1970, trong thời kì truyền hình Bắc Mỹ bắt đầu hưng thịnh, bà quyết định tới California lập nghiệp rồi chóng nhận được một vai thứ trong kịch phẩm Chuyến tàu mang tên dục vọng, diễn chung với tài tử Jon Voight bấy giờ đã rất nổi tiếng.
Trong giai đoạn 1971-5, bà Sandhoff đổi nghệ danh thành Hersha Parady, hàm nghĩa "her parody". Bà được chấp nhận tham gia một số loạt phim truyền hình như Bearcats!, Mannix, The Waltons, nhưng chỉ ở vai phụ và chỉ xuất hiện thoảng qua trên màn ảnh nhỏ.
Năm 1976, Hersha Parady dự cuộc tuyển lựa diễn viên cho dự án truyền hình Ngôi nhà nhỏ trên thảo nguyên của đài NBC. Ban đầu, bà hầu như chắc chắn trúng tuyển vai thứ Caroline Quiner Ingalls nhưng bất ngờ vuột mất do sự xuất hiện của nữ tài tử sân khấu lão luyện Karen Grassle. Tuy nhiên, đạo diễn Michael Landon vẫn an ủi bà bằng vai nhỏ là Eliza Anne Ingalls, nhân vật chị họ của vai chính Charles Phillip Ingalls.
Kể từ năm 1977, Hersha Parady tái xuất Ngôi nhà nhỏ trên thảo nguyên với vai dài kì Alice Garvey, láng giềng của nhà Ingalls. Vai này tương đối thành công trong sự nghiệp Hersha Parady và được kéo dài tới tận năm 1980 với tập nhân vật Alice bị chết cháy. Vai Alice Garvey còn xuất hiện trong một số đoạn hồi ức của các nhân vật chính trong một số tập nữa sau năm 1980 và nhìn chung tới nay khán giả ái mộ chỉ nhắc về Hersha Parady với vai diễn này.
Ở thập niên 1980 và 1990, Hersha Parady tiếp tục tham gia một số loạt phim truyền hình với dạng vai phụ để tập trung vào sự nghiệp sân khấu. Năm 2000, bà từ giã cả sân khấu và truyền hình với một vai nhỏ trong loạt phim Kenan & Kel.
Hersha Parady thành hôn với nhà chế tác điện ảnh John Peverall (người từng chiếm một giải Oscar) và có một con trai được đặt tên Jonathan (theo tên của nhân vật Jonathan Garvey).

## Sự nghiệp
Thập niên 1990, khi Ngôi nhà nhỏ trên thảo nguyên công chiếu trên VTV3, Hersha Parady được công chúng Việt Nam biết tới và vô cùng ái mộ nhờ lối diễn xuất nội tâm tuyệt vời, gây xúc động trong lòng khán giả.
| Truyền hình | Truyền hình                            | Truyền hình                  | Truyền hình                            |
| Năm         | Nhan đề                                | Vai trò                      | Chú                                    |
| ----------- | -------------------------------------- | ---------------------------- | -------------------------------------- |
| 1971        | Bearcats!                              | Carrie                       | Episode: "Conqueror's Gold"            |
| 1972        | Mannix                                 | Receptionist                 | Episode: "Cry Silence"                 |
| 1975        | The Waltons                            | Victoria Madden              | Episode: "The Lie"                     |
| 1976-1980   | Ngôi nhà nhỏ trên thảo nguyên          | Alice Garvey / Eliza Ingalls | 34 tập                                 |
| 1979        | CBS Afternoon Playhouse                | Laura Harker                 | 5 episodes                             |
| 1980        | NBC Special Treat                      |                              | Episode: "The House at 12 Rose Street" |
| 1981        | ABC Weekend Specials                   | Janice Parker                | Episode: "Mayday! Mayday!"             |
| 1981        | The Phoenix                            | Lynn                         | Episode: "Pilot"                       |
| 1984        | Raw Courage                            | Fay Canfield                 |                                        |
| 1986        | Hyper Sapien: People from Another Star | Mrs. McAlpin                 |                                        |
| 1995        | The Break                              | Mrs. Lufkowitz               |                                        |
| 1997-1998   | Kenan & Kel                            | Principal Dimly              | 3 episodes                             |

## Liên kết
1. ↑  Barnes, Mike (ngày 24 tháng 8 năm 2023). "Hersha Parady, 'Little House on the Prairie' Actress, Dies at 78".
2. ↑  "Little House on the Prairie star dead at 78 after brain tumor battle". The US Sun. ngày 24 tháng 8 năm 2023.
3. ↑  "Hersha Parady Passed Away, 'Little House on the Prairie' actress Alice Garvey has died - SNBC13". Bản gốc lưu trữ ngày 24 tháng 8 năm 2023. Truy cập ngày 25 tháng 8 năm 2023.
4. 1 2 3  Hickey, William (ngày 2 tháng 1 năm 1975). "Cleveland actress has key role in TV play tonight". The Plain Dealer. Truy cập ngày 16 tháng 2 năm 2018.
5. ↑  Koskan, Danie (ngày 29 tháng 9 năm 2009). "Actors fondly remember 'Little House on the Prairie'". Rapid City Journal. Bản gốc lưu trữ ngày 19 tháng 7 năm 2017. Truy cập ngày 19 tháng 7 năm 2017.

- Hersha Parady trên IMDb
- Tiểu sử của Hersha Parady trên IMDb
- Hersha Parady Interview Lưu trữ ngày 20 tháng 6 năm 2021 tại Wayback Machine, HERSHA PARADY, Alice Garvey (+Eliza Ingalls)